# Linimo

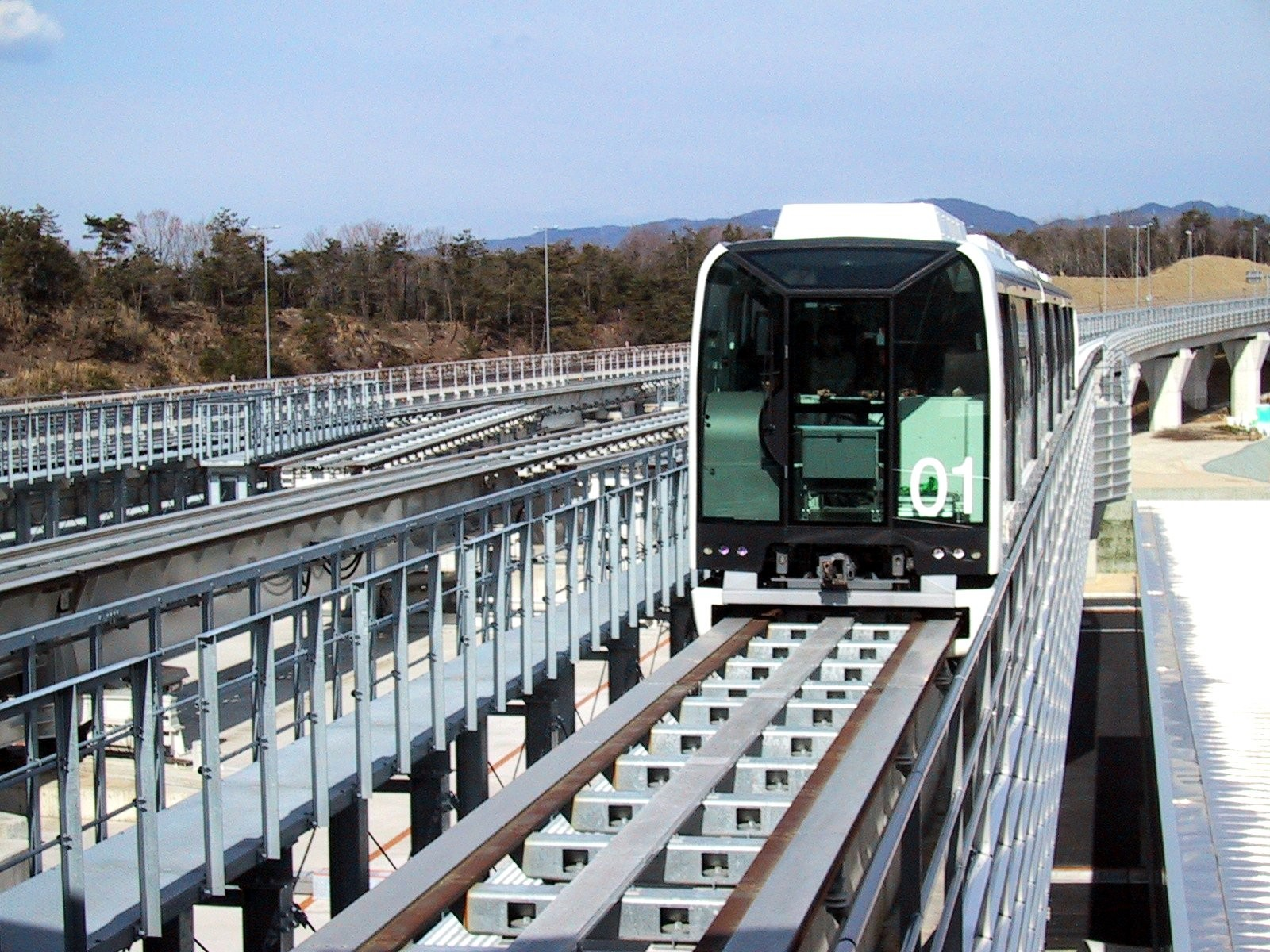
Linimotåg kommer in till station

Linimo (japanska: ?, リニモ; formellt 愛知高速交通東部丘陵線, Aichi Kōsoku Kōtsū Tōbu Kyūryō-sen) är ett förarlöst maglevtåg som genomkorsar Nagakute kommun i Aichi prefektur, Japan i öst-västlig riktning.
Linjen byggdes till Världsutställningen i Aichi 2005 där den gav transport till Nagakuteområdet. 
Den ger förutom det tidigare expoområdet som nu är ett park och idrottsområde även centrala Nagakute anslutning till Higashiyamalinjen i Nagoyas tunnelbanenät vid Fujigaoka station, Nagoya, i väster och till Aichi Kanjo Tetsudo järnväg vid Yakusa station, Toyota, i öster. Linjen ägs och drivs av Aichi Rapid Transit Co., Ltd. (愛知高速交通株式会社 Aichi Kōsoku Kōtsū Kabushiki Gaisha?).

## Historia
- April 2002 Byggstart.[1]
- November 2002 Första tågsätt färdigt.[1]
- 6 mars 2005 Linimo öppnar för trafik.[2]

## Data
Banan är 8,9 km lång och har 9 stationer. Tåget svävar 8 mm ovanför rälsen och har en topphastighet på 100 km/h. Tågsätten är 43,3 m långa, 2,6 m breda och 3,45 m höga och rymmer totalt 244 passagerare varav 104 sittande.

## Teknik
Tekniken som används härstammar ur ett projekt kallat "High Speed Surface Transport" (HSST) av Japan Airlines (JAL) och Sumitomo men är trots namnet inte en teknik för höghastighetståg och betydligt enklare än den teknik med supraledare för höghastighetståg som utvecklas av JR Tokai och Japan's Railway Technical Research Institute (RTRI) för JR-Maglev. Framdrivningen sköts av linjära asynkrona induktionsmotorer med variabel spänning och variabel frekvens, där aluminiumplattor mellan spåren motsvarar rotorn medan statorn finns på tågsätten. Elektromagneter för levitation och spårhållning, statorn för framdrivningen och bromssystemet är sambyggda till moduler varav varje tågsätt har fem stycken. Tågsätten levereras av Nippon Sharyo.